# 深川由起子
深川 由起子（ふかがわ ゆきこ、1958年10月15日 - ）は、日本の国際経済学者、早稲田大学教授。元東京大学教授。日本学術会議会員。東アジア経済、制度と経済発展が専門。主著に『韓国・先進国経済論』。日本を代表する韓国通の学者。
東京都出身。エール大学大学院で修士取得。早稲田大学卒業後、日本貿易振興機構（ジェトロ）、長期信用銀行研究所（長銀総研）勤務、青山学院大学および東京大学にて教鞭を取る。韓国産業研究院(KIET)にて研究、米国コロンビア大学日本経済研究センター、高麗大学の客員研究員。第1次安倍内閣「アジアゲートウェイ戦略」などの政府の相談役にも従事経験がある。

## 主張
- 北朝鮮が国際社会に復帰すれば韓国の問題が一挙に解消され、韓国・北朝鮮の自由貿易協定締結によって同言語を使う低賃金労働力が確保されて、土木工事の特需が伴って不動産の価格も落ちないとしている[4][5]。

- 2016年には経団連21世紀政策研究所研究主幹として、日韓の企業関係に対する新しい理解に基づき新たな日韓協力を推し進めなければならないとしている。深川はこれまで日韓経済界は市場論理を基に良好な関係を築いてきたと思っているが、韓国のマスコミが両国経済界を競争的な関係と報道することに遺憾を示した[6]。
- 2019年には韓国を「要求を受け入れても同じ問題がまた提起される」と動くゴールポストだと指摘している。2019年1月に非常識で意味のないと主張していた案を期限ギリギリに自ら持ち出してきた韓国政府について、「真剣に考えているのか分からない」「国内で合意を形成してから、一貫した話をすべき」と批判している。韓国の要求を受け入れてもまた何度も提起されてきた背景に、外交・経済分野に対して政治が大きい上に、政治が国民の顔色だけ伺うポピュリズムに行っていることで常に一貫性がなく、国内の右派左派で合意しないので要求するので要求の中身が度々変わることだと指摘している。大多数の日本人が韓国に望むこととして、『一貫性』を持ってほしいということ述べている[1]。

## 略歴

### 学歴
- 1981年3月 早稲田大学政治経済学部卒業
- 1995年5月 イェール大学大学院修士課程修了
- 1998年3月 早稲田大学大学院商学研究科博士後期課程満期退学

### 職歴
- 1981年4月 日本貿易振興会入職（JETRO）（海外調査部勤務）
- 1990年5月 長銀総合研究所主任研究員
- 1998年4月 青山学院大学経済学部助教授
- 2003年4月 東京大学大学院総合文化研究科（地域文化研究）教授
- 2006年4月 早稲田大学政治経済学術院教授

#### 学外における役職
- 2006年1月 日本学術会議第20期会員
- 2008年2月 日韓新時代共同研究プロジェクト委員、国際経済分科会委員長

## 受賞歴
- 大平正芳記念賞、1998年 [7]

## 著書

### 単著
- 『韓国――ある産業発展の軌跡』（日本貿易振興会, 1989年）
- 『韓国・先進国経済論――成熟過程のミクロ分析』（日本経済新聞社, 1997年）

### 共著
- （渡辺利夫）『5年後の韓国――日本を追う成長国家の近未来』（PHP研究所, 1988年）
- （下村恭民・辻一人・稲田十一）『国際協力』（有斐閣, 2001年）

### 共編著
- （浦田秀次郎）『東アジア共同体の構築(2)経済共同体への展望』（岩波書店, 2007年）
- （三重野文晴）『現代東アジア経済論』（ミネルヴァ書房,2017年）